# Оуквуд (Джорджія)
Оуквуд (англ. Oakwood) — місто (англ. city) в США, в окрузі Голл штату Джорджія. Населення — 4822 особи (2020).

## Географія
Оуквуд розташований за координатами 34°13′20″ пн. ш. 83°53′8″ зх. д. / 34.22222° пн. ш. 83.88556° зх. д. (34.222241, -83.885453).  За даними Бюро перепису населення США в 2010 році місто мало площу 13,08 км², з яких 13,07 км² — суходіл та 0,02 км² — водойми. В 2017 році площа становила 13,81 км², з яких 13,79 км² — суходіл та 0,02 км² — водойми.

## Демографія
Згідно з переписом 2010 року, у місті мешкало 3970 осіб у 1676 домогосподарствах у складі 945 родин. Густота населення становила 303 особи/км².  Було 2134 помешкання (163/км²).
Расовий склад населення:
| - 72,4 % — білих - 11,8 % — чорних або афроамериканців - 1,9 % — азіатів - 0,6 % — корінних американців - 0,1 % — вихідців з тихоокеанських островів - 10,5 % — осіб інших рас |

До двох чи більше рас належало 2,7 %. Частка іспаномовних становила 24,0 % від усіх жителів.
За віковим діапазоном населення розподілялося таким чином: 23,9 % — особи молодші 18 років, 67,6 % — особи у віці 18—64 років, 8,5 % — особи у віці 65 років та старші. Медіана віку мешканця становила 30,5 року. На 100 осіб жіночої статі у місті припадало 97,5 чоловіків;  на 100 жінок у віці від 18 років та старших — 92,1 чоловіків також старших 18 років.
Середній дохід на одне домашнє господарство  становив 49 452 долари США (медіана — 39 444), а середній дохід на одну сім'ю — 52 655 доларів (медіана — 42 172). Медіана доходів становила 35 168 доларів для чоловіків та 26 130 доларів для жінок. За межею бідності перебувало 15,5 % осіб, у тому числі 25,2 % дітей у віці до 18 років та 10,5 % осіб у віці 65 років та старших.
Цивільне працевлаштоване населення становило 2178 осіб. Основні галузі зайнятості: виробництво — 22,0 %, роздрібна торгівля — 17,1 %, освіта, охорона здоров'я та соціальна допомога — 15,5 %.